# Marek Zembala
Marek Andrzej Zembala (ur. 1 stycznia 1940, zm. 12 września 2022) – polski lekarz, profesor nauk medycznych, członek korespondent krajowy Polskiej Akademii Nauk od 1994 roku, członek rzeczywisty tej instytucji od 2010 roku. Członek Komitetu Immunologii i Etiologii Zakażeń Człowieka PAN, a także członek krajowy czynny Wydziału Lekarskiego Polskiej Akademii Umiejętności. 
Wykładowca w Collegium Medicum Uniwersytetu Jagiellońskiego w Krakowie, kierownik Zakładu Immunologii Klinicznej Uniwersyteckiego Szpitala Dziecięcego. Pracownik Katedry Immunologii Klinicznej i Transplantologii Wydziału Lekarskiego Collegium Medicum UJ, oraz Polsko-Amerykańskiego Instytutu Pediatrii CM UJ. Jego specjalnością naukową są: regulacja odpowiedzi immunologicznej (immunologia i immunoterapia nowotworów), immunodetekcja komórek nowotworowych i ich nanofragmentów błonowych w krwiobiegu, rola nanofragmentów w progresji nowotworów, generowanie monocytów z komórek macierzystych, oraz immunopatologia i leczenie niedoborów odporności u dzieci.
Stopień doktora nauk medycznych w zakresie immunologii uzyskał w 1968 roku, tytuł profesora – w 1980 roku.

## Wybrane prace naukowe
Jest autorem, współautorem, recenzentem, kierownikiem oraz promotorem wielu ważnych prac, artykułów i rozpraw naukowych z zakresu medycyny:
- Depression of the T Cell Phenomenon of Contact Sensitivity by T Cells from Unresponsive Mice, 1973, „Nature”, 244 (współautor);
- In Vitro Absorption and Molecular Weight of Specific T Cell Suppressor Factor, 1975, „Nature”, 253 (współautor);
- Tumour-derived microvesicles carry several surface determinants and mRNA of tumour cells and transfer some of these determinants to monocytes, 2005, „Cancer Immunology, Immunotherapy”, 55 (współautor);
- Nomenclature of Monocytes and Dendritic Cells in Blood, 2010, „Blood”, 116 (współautor);
- Interactions of tumour-derived micro(nano)vesicles with human gastric cancer cells, 2015, „J. Translational Medicine” (współautor)
- pozostałe prace naukowe, których (współ)autorem był Marek Zembala w bazie bibliograficznej Pubmed

## Nagrody, odznaczenia i wyróżnienia
W ciągu swojej kariery naukowej otrzymał wiele nagród, odznaczeń i wyróżnień:
- Nagroda Prezesa Rady Ministrów (2000),
- Nagroda im. J. Śniadeckiego PAN (1979),
- Nagroda Collegium Internationale Chirurgiae Digestive (1986),
- Nagroda Fundacji A. Jurzykowskiego (1994),
- Nagroda „Oncology Award” (1996),
- Nagroda European Society of Surgery (1999),
- Nagroda „Gloria Medicinae” (1995),
- Nagroda Ministra Zdrowia (dwukrotnie – 2003, 2005),
- Nagroda Ministra Edukacji Narodowej (2005),
- Laur Jagielloński (2003),
- Krzyż Kawalerski Orderu Odrodzenia Polski (1985),
- Krzyż Komandorski Orderu Odrodzenia Polski (2004)[6],
- Medal Komisji Edukacji Narodowej (2005),
- Tytuł doktora honoris causa Uniwersytetu Montpellier (2008).